# Herbert Heyner

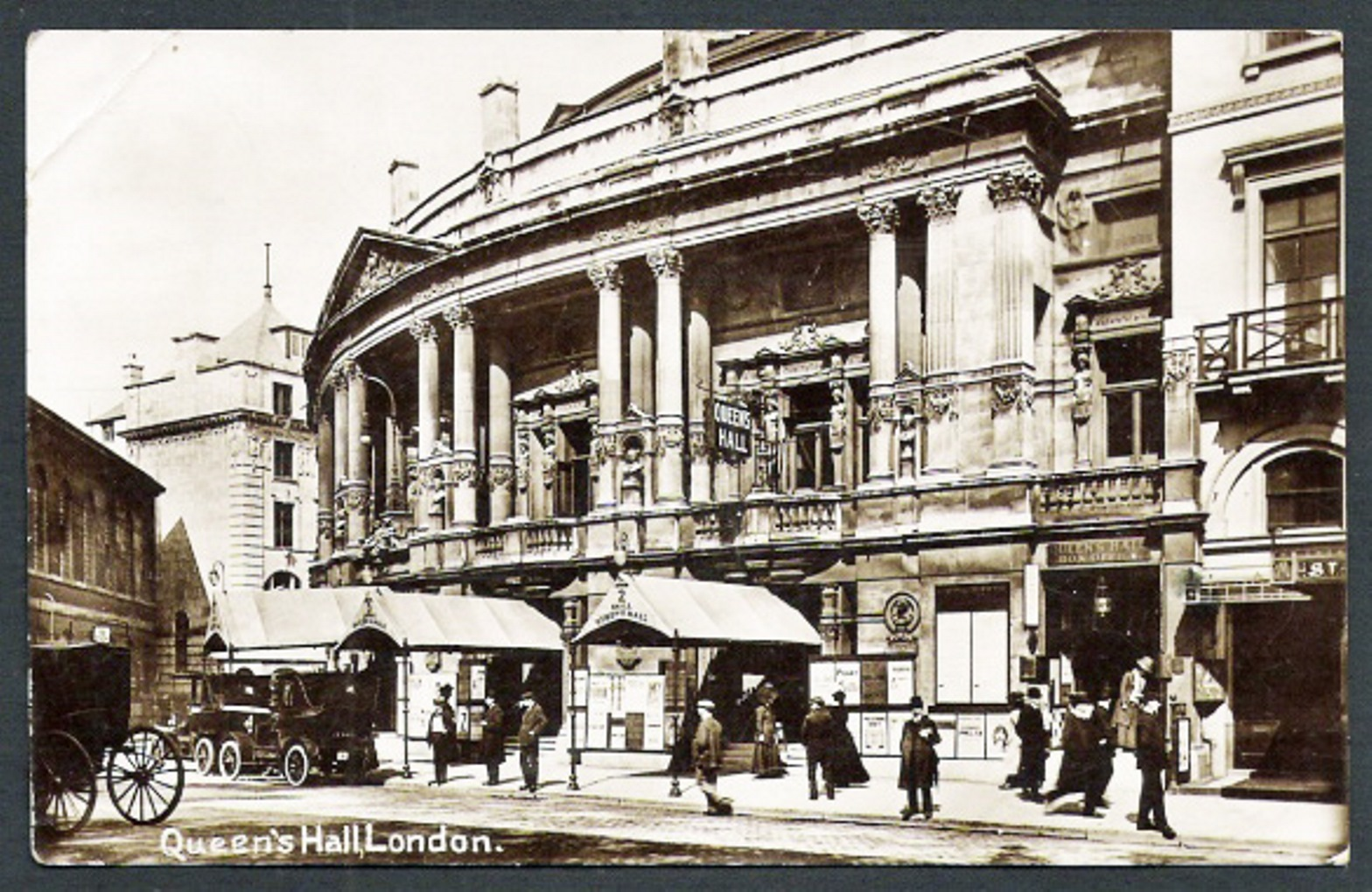
La Queen's Hall nel 1912; Heyner fece il suo esordio importante qui nel 1907

Herbert Augustus Otto Heyner (Londra, 28 giugno 1882 – Saxmundham, 18 gennaio 1954) è stato un baritono inglese. Heyner è apparso appena in una manciata di opere e in diverse trasmissioni, ma le sue apparizioni sul palcoscenico erano prevalentemente in oratori e canzoni. Ha cantato in alcune importanti esecuzioni degli oratori di Sir Edward Elgar sotto la direzione del compositore ed in molti paesi, come Gran Bretagna, Francia, Germania, Stati Uniti e Canada, nonché 59 volte a The Proms, tra il 1909 e il 1937, in canzoni e arie d'opera.

## Biografia
Heyner nacque a Londra il 26 giugno 1882. Da bambino era corista alla St Botolph's Aldersgate, debuttando in quella veste nel 1892; fu anche accettato per la Lincoln's Inn Chapel. Studiava alla Brighton House School e si pensava che sarebbe diventato un attuario, ma la musica lo attirava maggiormente e studiò canto con Frederic King a Londra, Victor Maurel a Parigi e Karl Scheidemantel a Dresda. Maurel aveva pensato che la vera estensione di Heyner fosse quella di basso, ma si rivelò essere un baritono.
La sua prima apparizione importante fu nel 1907, alla Queen's Hall. Il 27 maggio 1911 il London Music Festival si concluse con un'esibizione della Passione secondo Matteo di Bach, con Heyner, Gervase Elwes, Robert Radford e Agnes Nicholls, sotto la direzione di Sir Henry Wood. Nel 1912 lui e il soprano Muriel Foster cantarono in una serie di concerti alla Queen's Hall con la London Symphony Orchestra, diretta da Arthur Nikisch, Willem Mengelberg e Hamilton Harty.
All'inizio della prima guerra mondiale si offrì volontario insieme a molti altri musicisti, artisti e scrittori per unirsi agli United Arts Rifles. Fu nominato Secondo Luogotenente temporaneo il 22 maggio 1915. Fece il servizio attivo e fu gravemente ferito nel 1916, ma si riprese e raggiunse il grado di Capitano alla fine della guerra.
Heyner tornò sul palco nel 1919. Per la British National Opera Company apparve al Covent Garden in cinque spettacoli del Parsifal di Wagner nel maggio 1922, insieme a Louise Kirkby Lunn, Walter Hyde, Clarence Whitehill, Percy Heming, Norman Allin ed altri, sotto direttori come Percy Pitt ed Eugène Goossens.

## Heyner ed Elgar
Herbert Heyner aveva un importante legame con Sir Edward Elgar. Cantò in tre importanti rappresentazioni dell'oratorio di Elgar Gli apostoli sotto la direzione del compositore, nel 1922, 1925 e 1926, al Three Choirs Festival di Gloucester e Worcester, insieme ai solisti Agnes Nicholls, Astra Desmond, Horace Stevens, Norman Allin, John Coates e Olga Haley. Interpretò il lavoro anche in altre occasioni così come pure l'oratorio The Kingdom.
Registrò Il sogno di Geronte di Elgar sotto la direzione del compositore, con Margaret Balfour, Steuart Wilson e la Royal Choral Society, durante un'esibizione dal vivo alla Royal Albert Hall del 26 febbraio 1927. L'aria di Heyner "Va, in nome degli Angeli e Arcangeli "apparve in seguito nell'antologia dell'HMV Great British Basses and Baritones. Cantò anche il lavoro in altre occasioni: l'11 marzo 1925 con Astra Desmond e Hubert Eisdell, sotto la direzione di Sir Henry Coward.

## Carriera successiva
Il 23 marzo 1922 alla Queen's Hall di Londra, Herbert Heyner cantò nella Sinfonia Corale di Beethoven con Amy Evans, Phyllis Lett e Arthur Jordan, con la Royal Philharmonic Orchestra diretta da Albert Coates, nello stesso concerto della prima mondiale del Requiem di Frederick Delius. L'11 novembre 1923 fu uno dei solisti della prima mondiale di A World Requiem di John Foulds nella Royal Albert Hall sotto la direzione del compositore. Cantò anche al Théâtre des Champs-Élysées di Parigi nel 1923.
Nel 1925 apparve nella Messa in Re di Dame Ethel Smyth all'Albert Hall, con Caroline Hatchard, Astra Desmond e Archibald Winter, sotto la direzione di Malcolm Sargent.
Heyner fece una tournée negli Stati Uniti e in Canada nel 1928, cantando nella prima di New York di Sea Drift di Delius. Cantò anche in Nordamerica nel 1929 e nel 1930. Al Proms il 4 settembre 1930 tenne la prima esibizione da concerto dell'Ode anacréontique di Dame Ethel Smyth, con la BBC Symphony Orchestra sotto la direzione della compositrice.
Nel 1936 Herbert Heyner apparve a fianco di Muriel Brunskill, Norman Walker e Victor Harding in una presentazione del Parsifal di Wagner  per la BBC sotto la direzione di Sir Henry Wood.
Si ritirò nel 1945 a causa di una malattia. Ha scritto un libro di memorie, A Singer Looks Back.
Morì a Saxmundham, Suffolk, il 18 gennaio 1954, all'età di 71 anni.

## Dediche
La canzone "An Epitaph" del 1922 di Maurice Besly, su parole di Walter de la Mare, fu dedicata a Herbert Heyner.
Anche la canzone di Charles Wood "The Fox" era dedicata a Heyner.

## Vita privata
Nel 1910 Herbert Heyner sposò il noto contralto savoiardo Bertha Lewis, che morì nel maggio del 1931 dopo essere stato coinvolta in un incidente d'auto. Non partecipò al funerale. Nel giugno del 1931 sposò Mary Louise Hamilton (1902-1973), con la quale ebbe due figlie, Susan, nata nel 1936 e Diana, nata nel 1937.